# Makrinitsa
Makrinitsa (en griego: Μακρινίτσα) es un antiguo municipio de Grecia en la periferia de Tesalia. En el censo de 2001 su población era de 898 habitantes.
Makrinitsa se encuentra a 6 km de Volos tras un estrecho camino que se abre al horizonte en la empinada ladera del cerro Viglatoras. Apodada "balcón del monte Pelión" por el expresidente griego Venizelos, es un pueblo de la prefectura de Magnesia Tesalia; desde la reforma del gobierno local de 2011 es parte del municipio Volos, del cual es una unidad municipal con una superficie de 59.903 km². Está situado en la parte noroeste de las montañas Pelión y es uno de los asentamientos tradicionales más característicos, lleno de mansiones y casas que parecen adornos colgantes en la ladera de la montaña verde. 
Makrinitsa es un popular destino turístico, especialmente en invierno. El pueblo se ha construido en niveles, por lo que las primeras casas en el barrio de Koukourava, ubicado a 300 m s. n. m., tienen una diferencia de altitud significativa con las últimas en el barrio de Kakouna, ubicadas a 850 m s. n. m.
Makrinitsa también es conocida como la "aldea noble", ya que estaba habitada principalmente por personas adineradas. Sus admirables mansiones que datan de los siglos XVIII y XIX indican la historia del pueblo y la mayoría de ellas ahora están siendo renovadas y utilizadas como albergues que ofrecen una estadía "ambiental" a sus visitantes. Todos los barrios del pueblo están conectados a través de una red de calles adoquinadas pintorescas y hábilmente diseñadas.
Tras la primera caída de la ciudad, entre 1204 y 1215, el acaparador y acaudalado terrateniente Konstantinos Maliassinos fundó en Pelión el monasterio de Theotokos Acute Visit o Makrinitissis. Al mismo tiempo, se organizó un pequeño asentamiento a su alrededor, que desde el monasterio vecino se llamaba Makrinitsa. El monasterio fundado por Maliassinos cayó en el siglo XVII y finalmente colapsó. Sin embargo, su material de construcción y esculturas se reutilizaron en construir la iglesia de Panagia (1767).
El asentamiento de Makrinitsa se desarrolló rápidamente durante el siglo XVIII gracias al comercio y al curtido y a principios del siglo XIX se había convertido en la ciudad más fuerte y poblada de la zona. De hecho, al igual que los otros asentamientos del monte Pelión, había recibido privilegios especiales de los otomanos. Testigos indiscutibles del florecimiento de Makrinitsa son, entre otros, sus magníficas mansiones, que fueron construidas principalmente entre los años 1750 y 1830.
Makrinitsa fue una de las aldeas que se rebelaron durante la revolución de 1821. Con la declaración de la revolución en Pelión por Anthimos Gazis, el pueblo de Pelión asedió Velestino y Volos. Sin embargo, con la intervención de Dramalis, el asedio fracasó. Los otomanos asediaron Makrinitsa, que finalmente cayó después de una fuerte resistencia y la revolución en el área fue reprimida.
Makrinitsa también participó de la revolución en Tesalia en 1878, de hecho, la batalla más importante durante esta revolución tuvo lugar en el pueblo: los cuerpos revolucionarios de la zona y los habitantes de Makrinitsa, liderados por Margarita Basdeki, resistieron fuertemente, pero finalmente sucumbieron cuando los refuerzos turcos llegaron a la zona. Con la mediación de los británicos, la revolución terminó. Tres años después, en 1881, Makrinitsa se incorporó con el resto de Tesalia al estado griego.
Tras la liberación, Makrinitsa se convirtió en un municipio, mientras que en el período 1912-2010 había una comunidad separada. Luego de la guerra, comenzó el desarrollo turístico de la zona. Hoy en día, el pueblo es uno de los destinos más famosos del monte Pelión, con muchas de sus antiguas mansiones renovadas y convertidas en hoteles, mientras que al mismo tiempo se ha desarrollado la artesanía de productos tradicionales, los más famosos son el tsipouro, la pasta, miel y mermeladas.
Makrinitsa, es destino turístico todo el año, pero particularmente en invierno, junto a su vecina Portaria, base preferida para esquiadores, ya que está a sólo 15 km del centro de esquí. Durante el verano se llevan a cabo numerosos eventos culturales, siendo el principal la presentación de la costumbre folclórica "Maides", un festival que tiene sus raíces en Dionisos, el antiguo dios griego, y se basa en el renacimiento de la naturaleza y la vida. En verano, hay exposiciones de pintura, fotografía, escultura y música teatral.
Fue suprimido a raíz de la reforma administrativa del Plan Calícrates en vigor desde enero de 2011, e integrado en el municipio de Volos.